# Elene Naveriani
Elene Naveriani (Tiflis, 1985) es una directora y guionista de cine de Georgia residente en Suiza. Es especialmente conocida por la película Blackbird Blackbird Blackberry, de 2023.

## Biografía
Nació en Tiflis, la capital de Georgia, en 1985, cuando el país todavía formaba parte de la Unión Soviética. En 2003 estudió pintura en la Academia Estatal de Arte de Tiflis. En Tiflis Elene y otros estudiantes de la academia de arte crearon el grupo LOTT. Trabajaron en conjunto hasta 2007. En 2008 dejó Georgia.
En 2011 realizó un máster en Critical Curatorial Cybermedia y en 2014 se trasladó a Suiza donde fue aceptada en la Escuela de Arte y Diseño de Ginebra (HEAD – Genève). Aunque reside en Suiza y allí se inició en el cine y suele producir sus películas, las historias que narra están localizadas en Georgia. El departamento de cine de la escuela produjo su primer trabajo, Les évangiles d'Anasyrma, un mediometraje en el que cuenta las dificultades a causa  del contexto sociopolítico de la relación entre Gabriel, un georgiano de 26 años, con Amaia, transgénero de 29 años que vive en los suburbios de Tiflis.
Navierani trabaja en sus películas con la húngara Agnesh Pakozdi como directora de fotografía. Hemos trabajado juntos en todos mis largometrajes anteriores, tanto cortometrajes como largometrajes: "Quería que nuestro trabajo de cámara revelara la historia con cuidado y sensibilidad. La cámara se mantiene alejada de los personajes. El cuerpo y sus gestos son muy importantes para mí: las posturas, los pequeños movimientos y las miradas son las claves del alma de una figura. Creo en un lenguaje cinematográfico que dé espacio a la reflexión del espectador. Quiero que las emociones de mis películas se experimenten, no se dicten".
Su primer largometraje I Am Truly A Drop of Sun on Earth (Soy un rayo de sol en la Tierra)  se estrenó en 2017 en el Festival Internacional de Cine de Róttterdam  y  fue invitada en Festival de Cine Entrevues Belfort de cine independiente que destaca direcciones noveles y en la Semana Internacional de Cine de Valladolid. Su cortometraje Red ants bite (2019) se estrenó en el IFFR.
En 2021 presentó Wet Sand  cuenta la historia de amor entre dos hombres forzados a esconderse durante décadas en la Georgia rural. En 2023 presenta Blackbird Blackbird Blackberry. Tuvo su estreno mundial en la Quincena de Realizadores de Cannes 2023 y ha ganado numerosos premios en festivales. Está basada en la novela de la escritora georgiana Tamta Melashvili que también participó en el guion.  cuenta la historia de Etero (Eka Chavleishvili), una mujer virgen de mediana edad en un pequeño pueblo georgiano que se atreve a comenzar a vivir la vida que le apetece, sin importar los chismes ni los prejuicios de la sociedad.  Para Elene, la protagonista de la película es una heroína "feminista instintiva"

## Filmografía
- Les évangiles d'Anasyrma (2014) 29' [3]
- Me mzis skivi var dedamicaze Soy un rayo de sol en la Tierra (2017)[10]
- Red Ants Bite (2019)
- Wet Sand (2021)[1]
- Blackbird Blackbird Blackberry (2023)

## Premios y reconocimientos
- 2024 Premio Swiss Film al mejor largometraje por Blackbird Blackbird Blackberry [11]